# KIF20A
La proteína similar a la kinesina KIF20A es una proteína que en los humanos está codificada por el gen KIF20A.

## Interacciones
Se ha demostrado que KIF20 interactúa con RAB6A.